# Maison Mei Ho
La Maison Mei Ho, qui faisait autrefois partie du lotissement de Shek Kip Mei, à Hong Kong, est le dernier exemple existant d'un bâtiment Mark II en configuration monobloc. Tandis que les autres bâtiments du domaine datant des années 1950 ont été démolis et remplacés par de nouveaux bâtiments, la maison Mei Ho a été choisie pour être préservée.

## Histoire

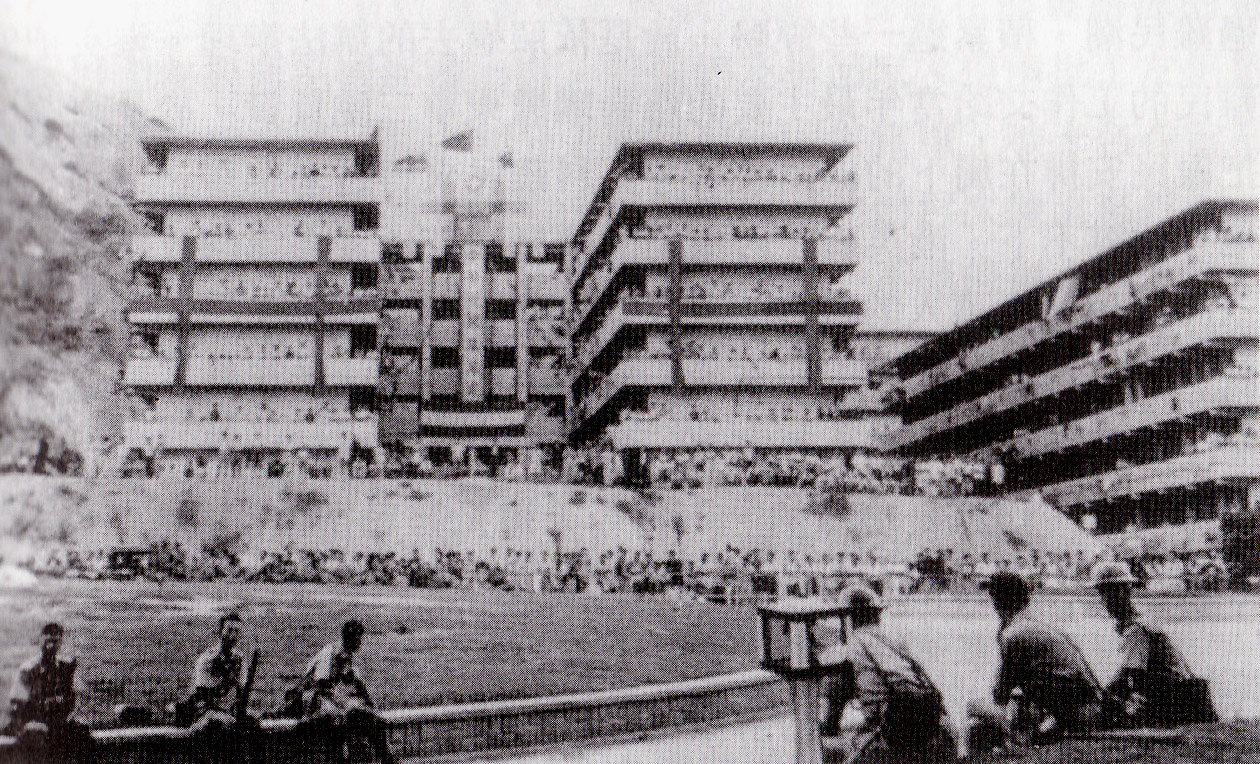
La maison Mei Ho pendant les émeutes de 1956. Une bannière est clairement visible accrochée au bâtiment.

Après un incendie dévastateur en décembre 1953, qui a laissé des milliers de personnes sans-abri, le gouvernement colonial a bâti un quartier de réinstallation de 29 immeubles sur le site des taudis incendiés pour héberger les victimes. Huit immeubles (Blocs A à H), numérotés par la suite en blocs 10 à 13 et 35 à 41, ont été construits avec l'aide financière des Nations unies (la maison Mei Ho était le bloc H, puis le bloc 41). Ces immeubles de 7 étages ont été construits dans une configuration "H" composée de 2 ailes résidentielles reliées par des sanitaires collectifs.
Pendant les émeutes de 1956, le bâtiment a été utilisé comme l'une des bases des émeutiers.

## Préservation

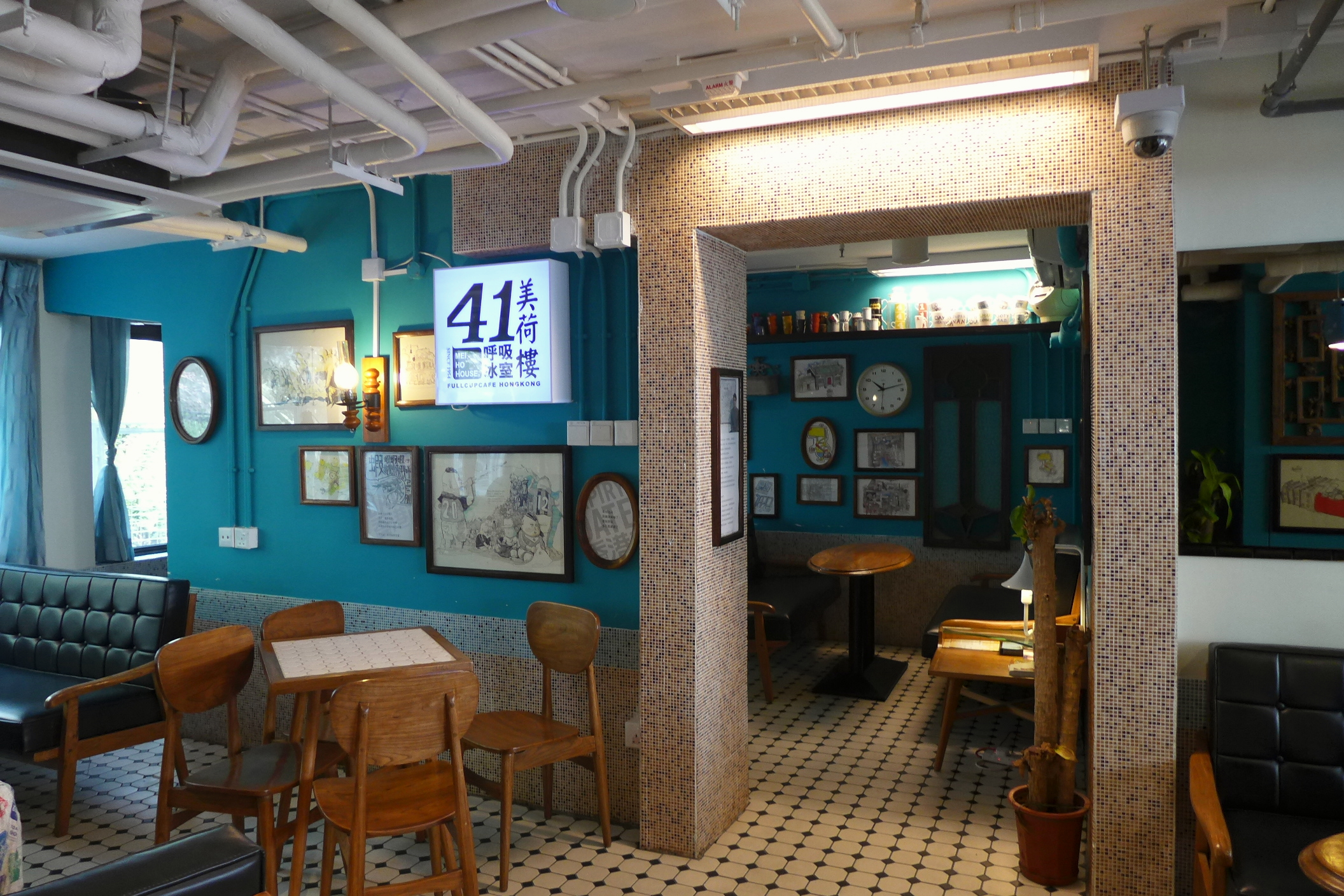
Fullcup Café, après rénovation en 2013

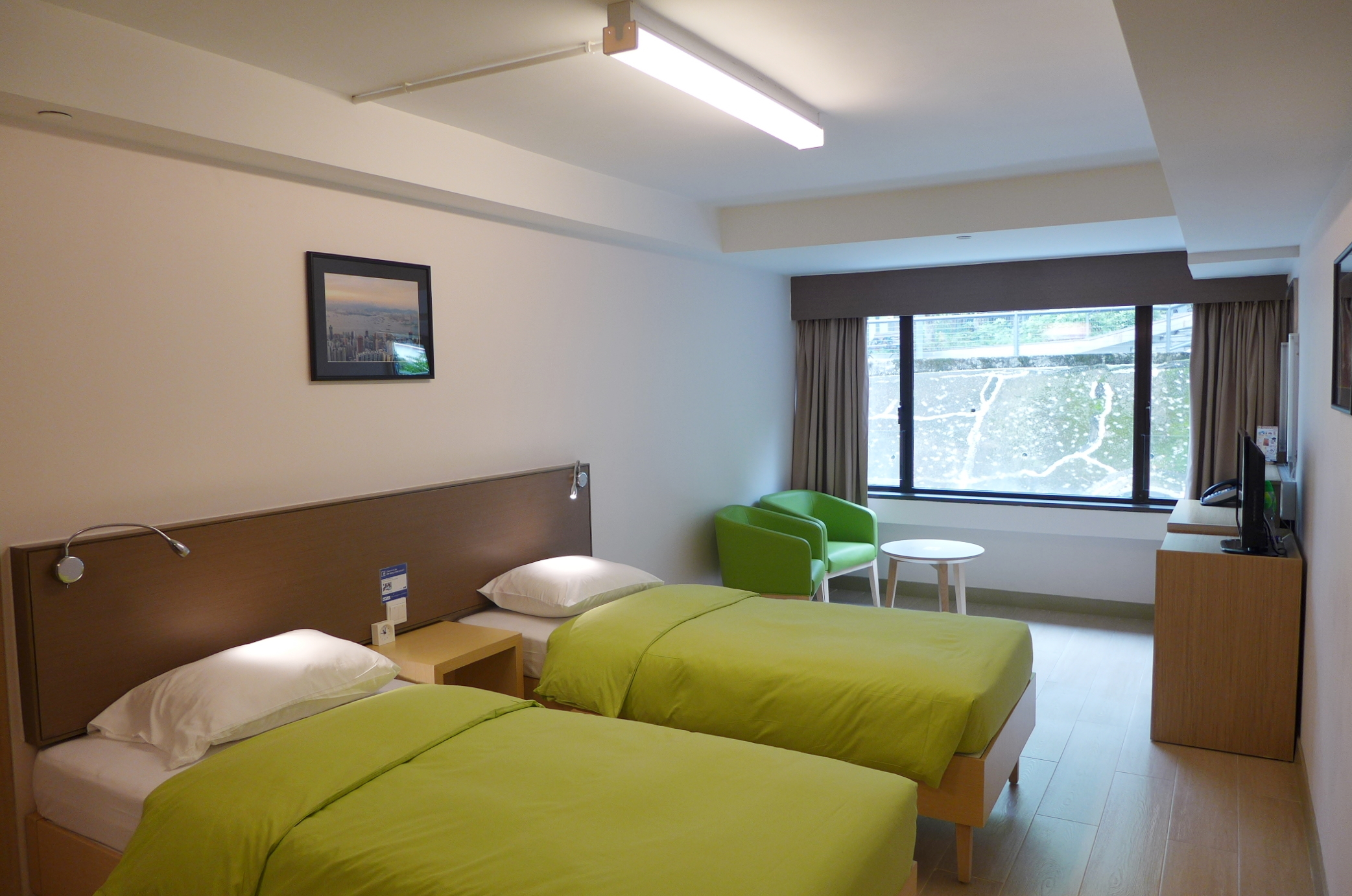
L'auberge de jeunesse à l'intérieur de la maison Mei Ho

## Ouverture
L'auberge de jeunesse de la Maison Mei Ho a ouvert ses portes le jeudi 24 octobre 2013. Lors de l'ouverture, la secrétaire en chef de l'administration, Carrie Lam, a décrit ce projet comme un "projet de rénovation novateur" pour un lotissement public et "très significatif".

## Galerie

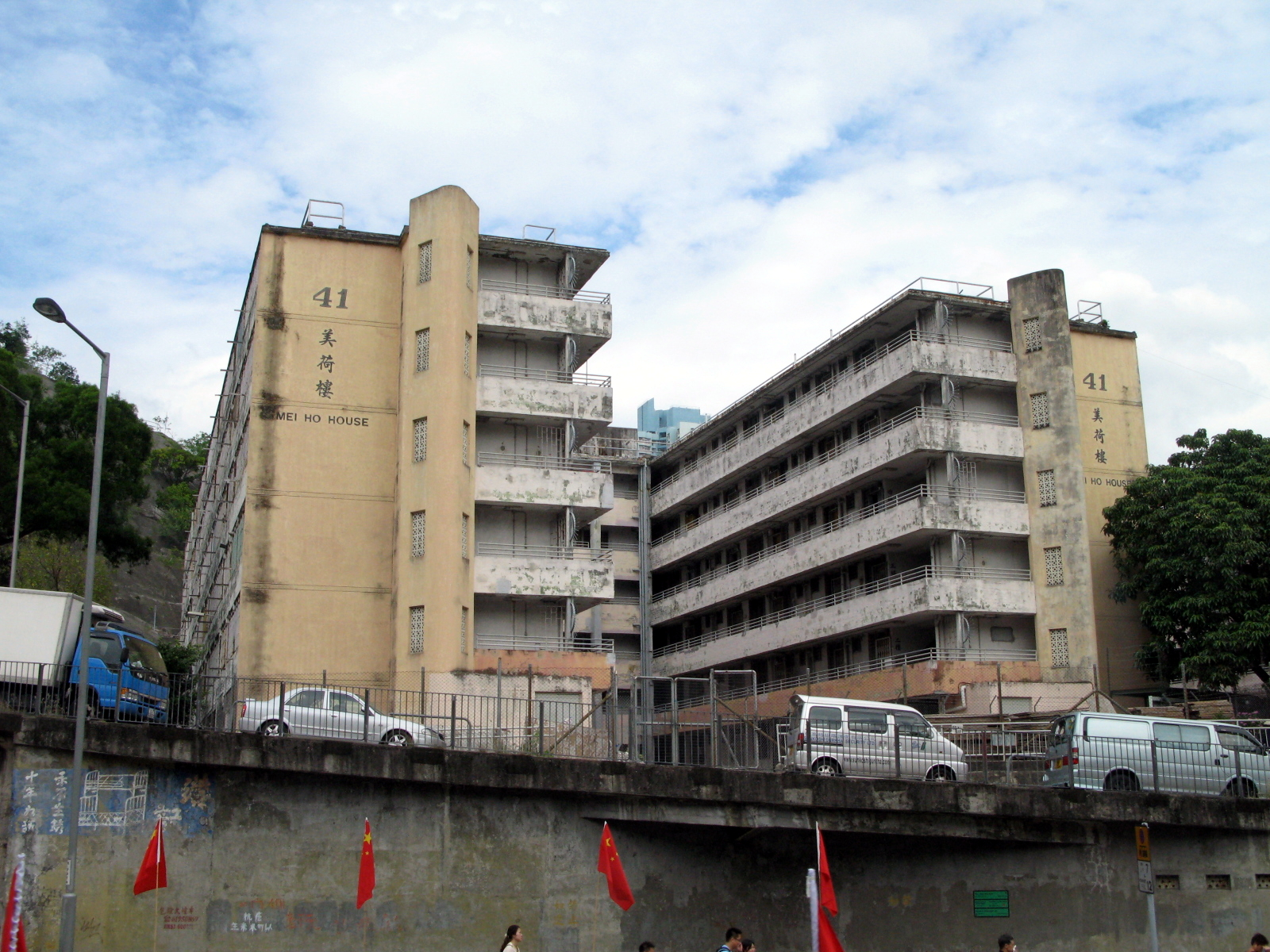
Maison Mei Ho en 2007
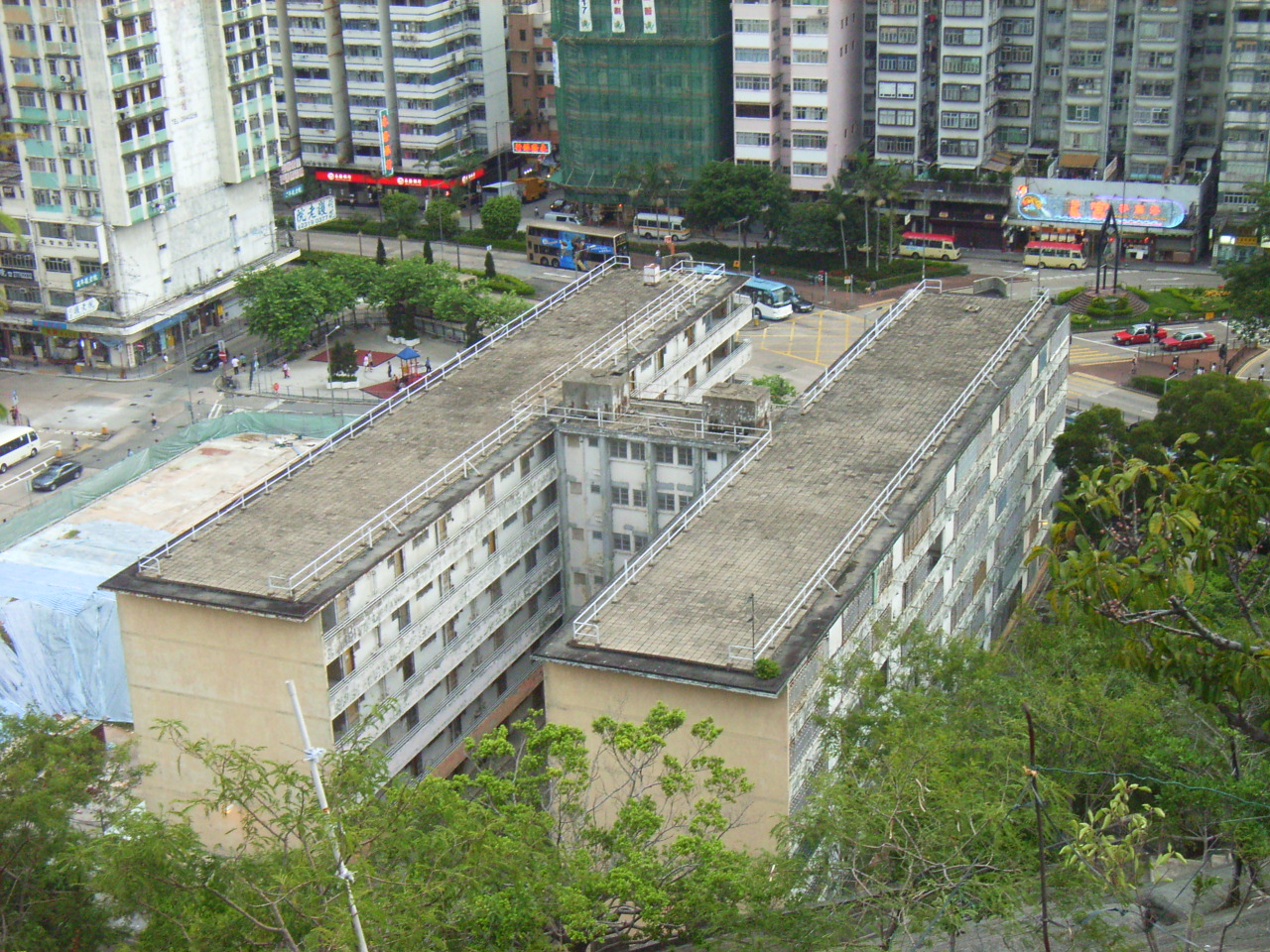
Maison Mei Ho en 2009
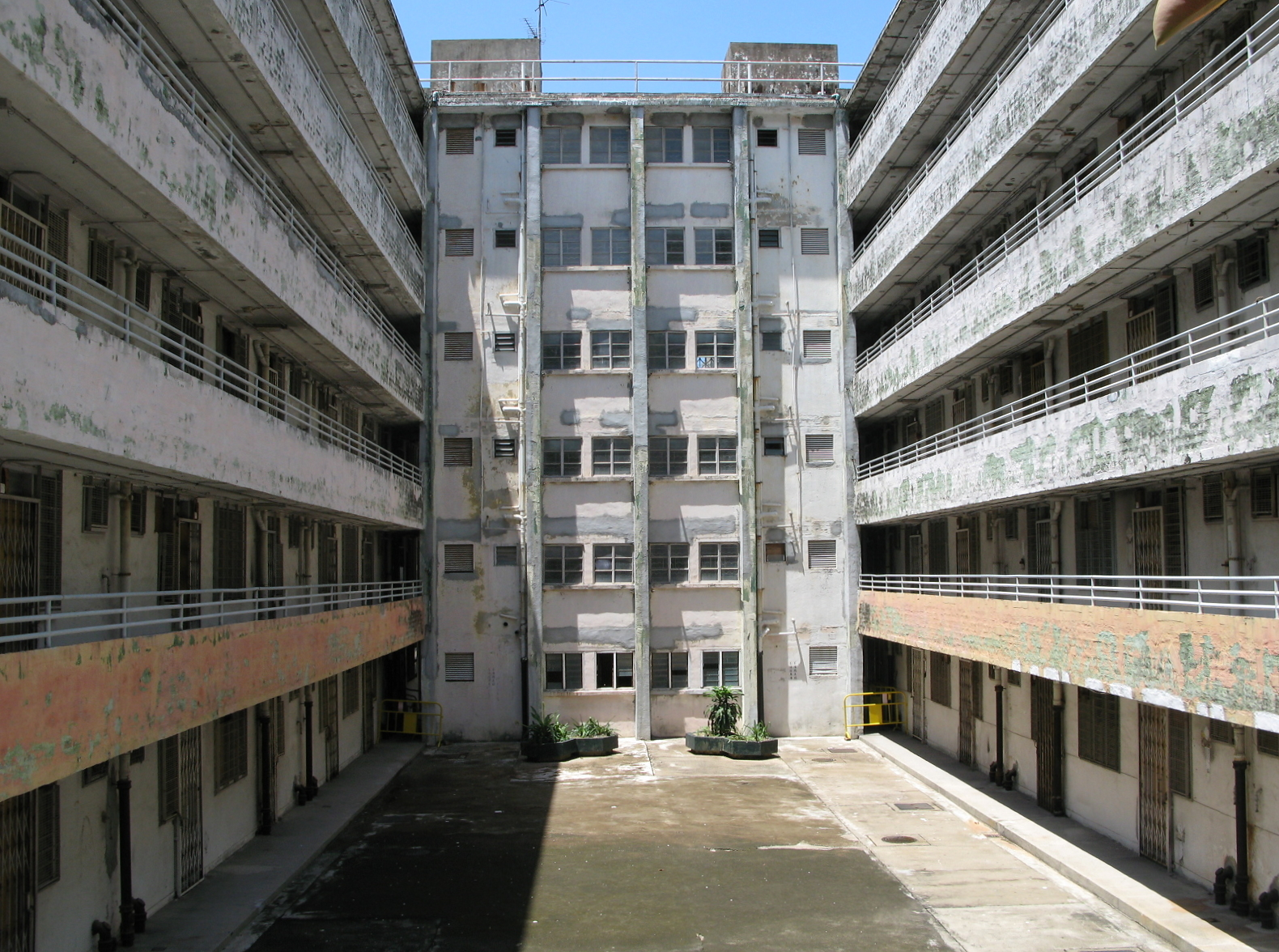
2009
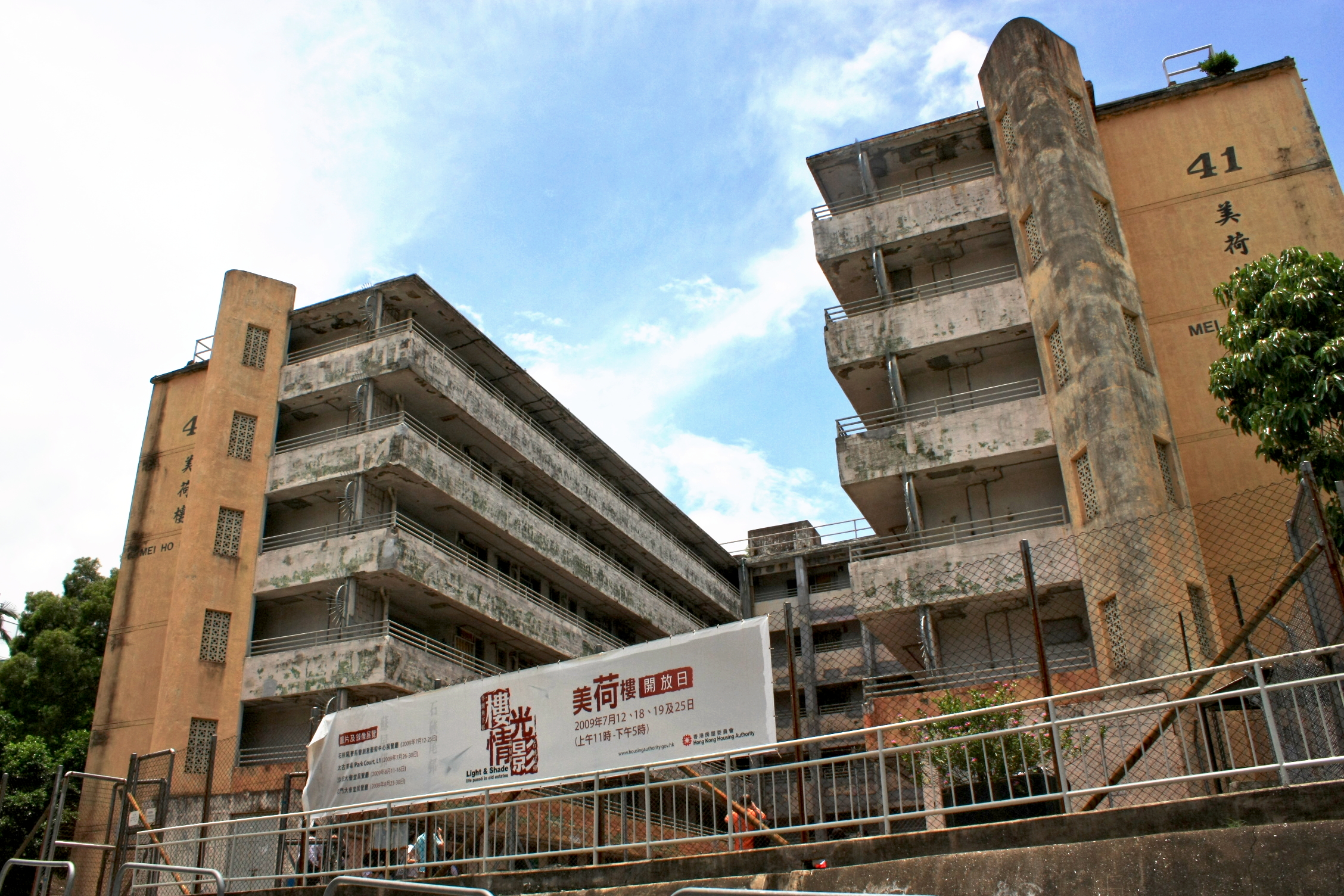
2009
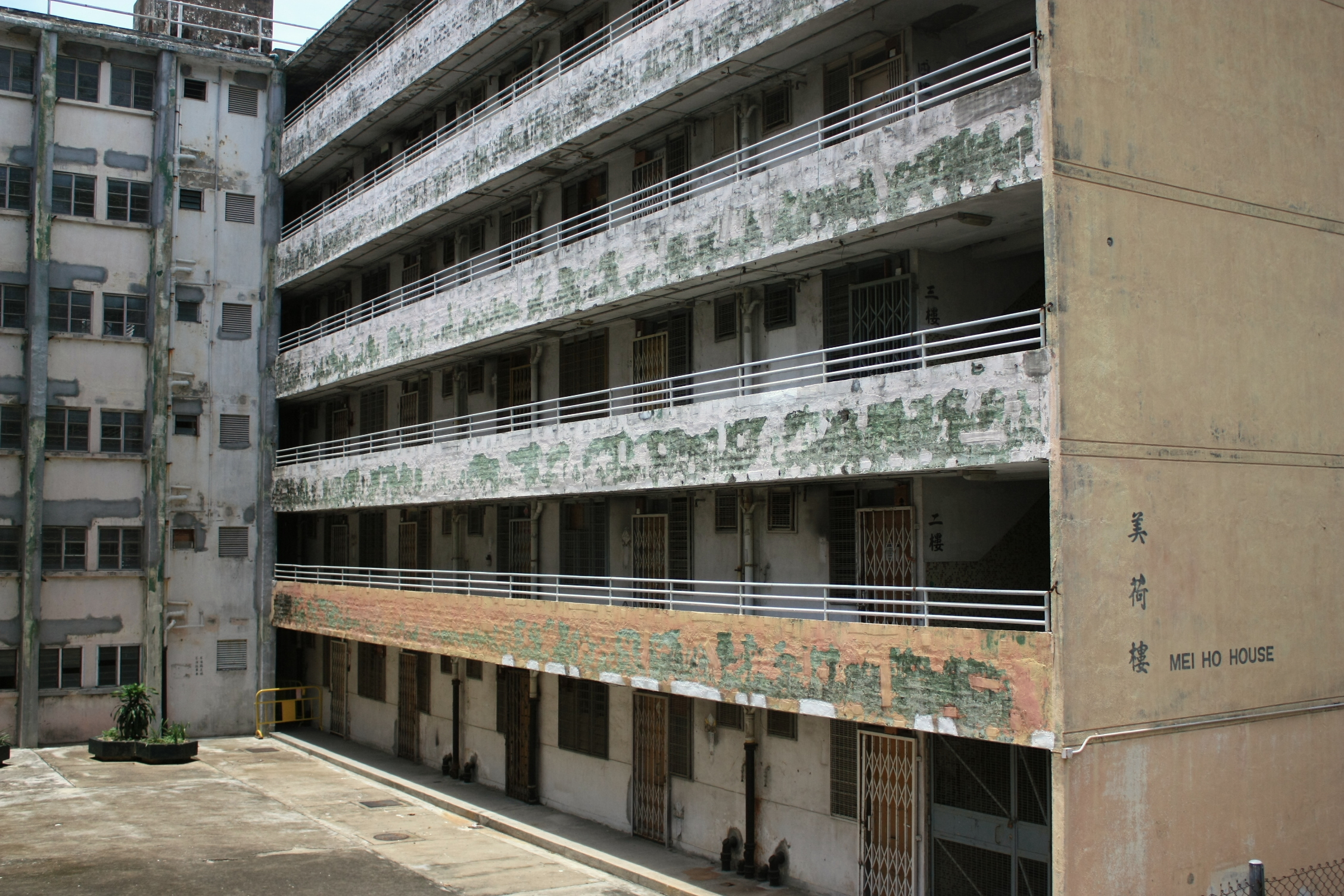
2009
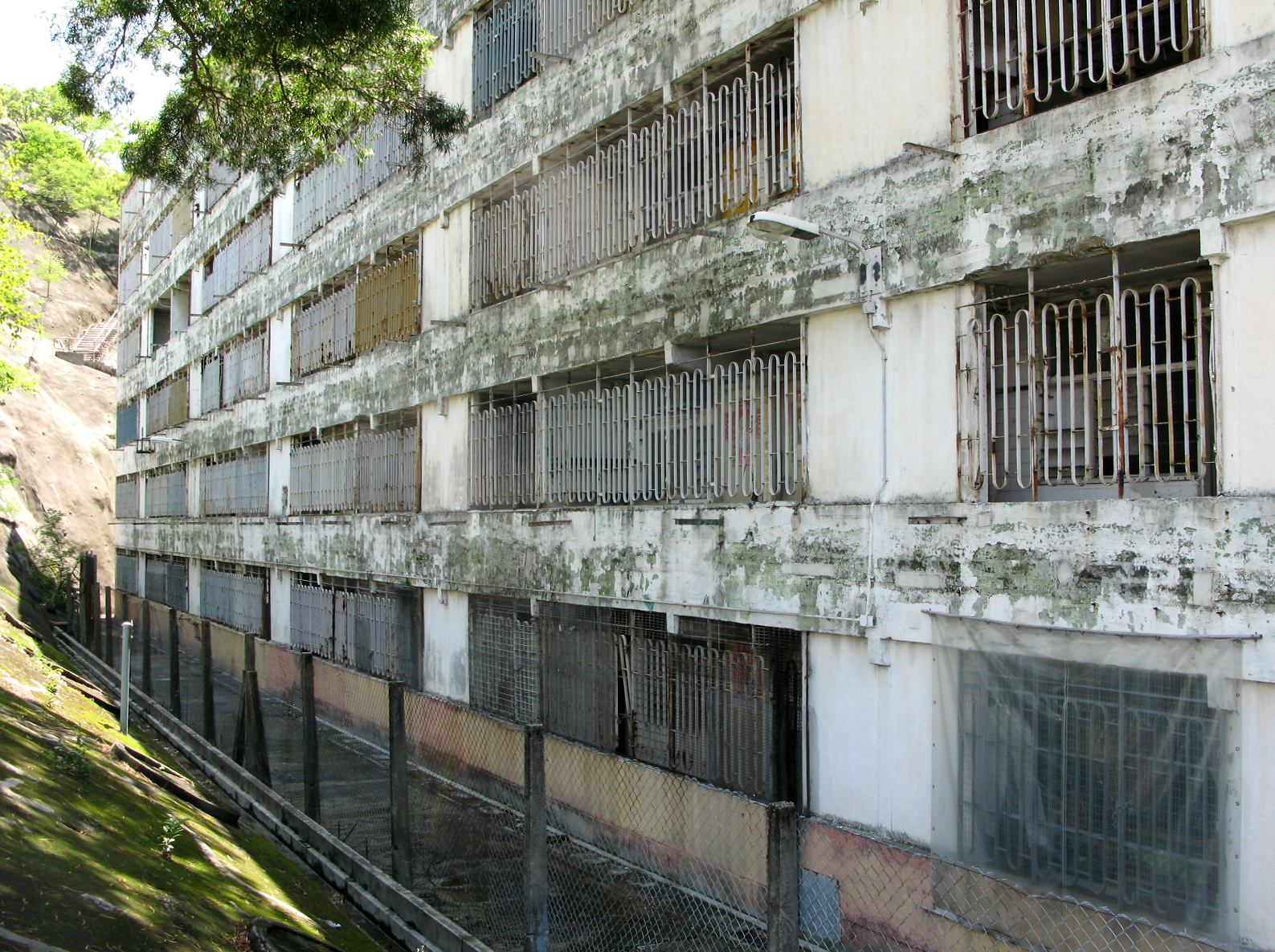
2009
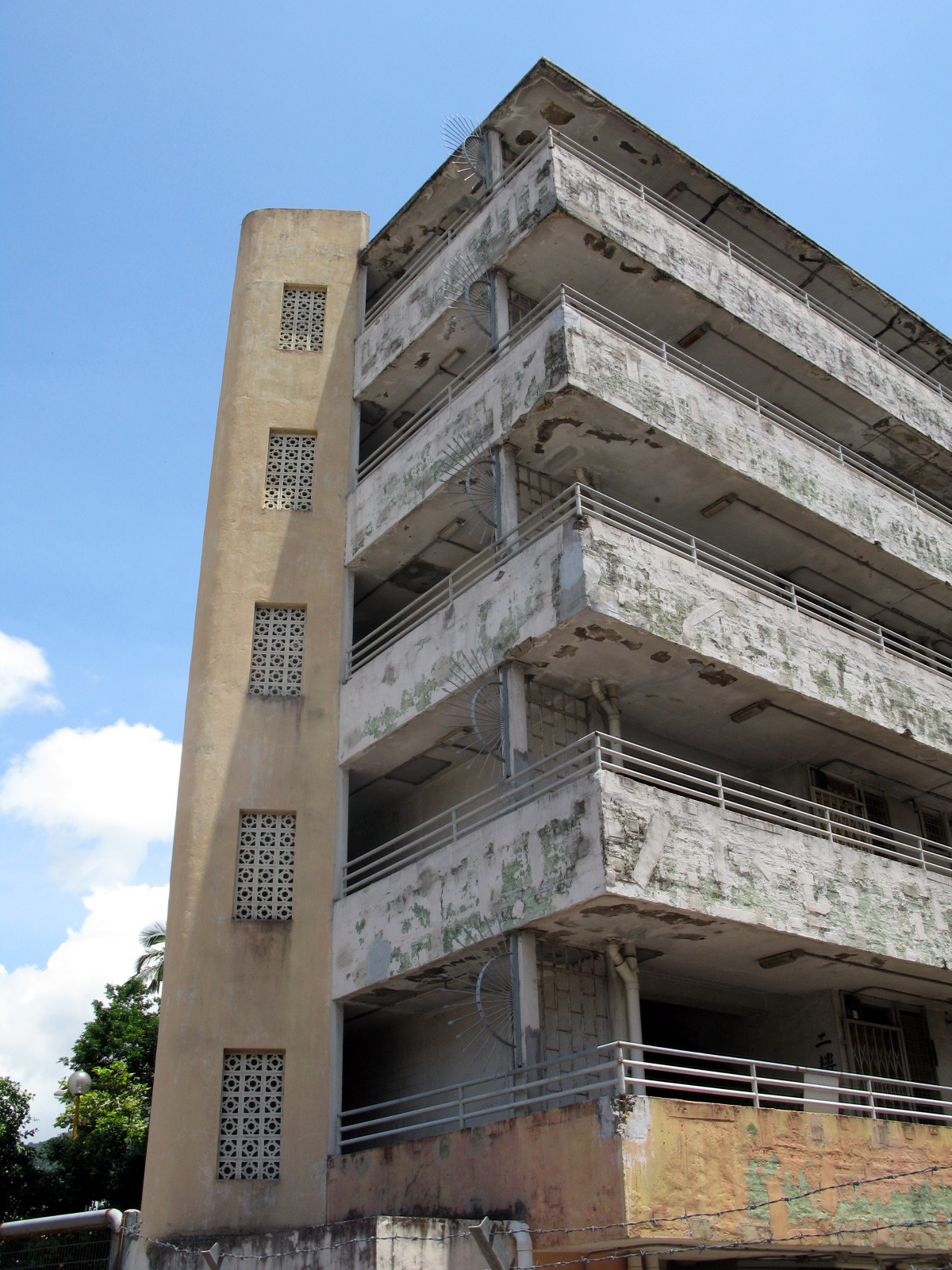
2009
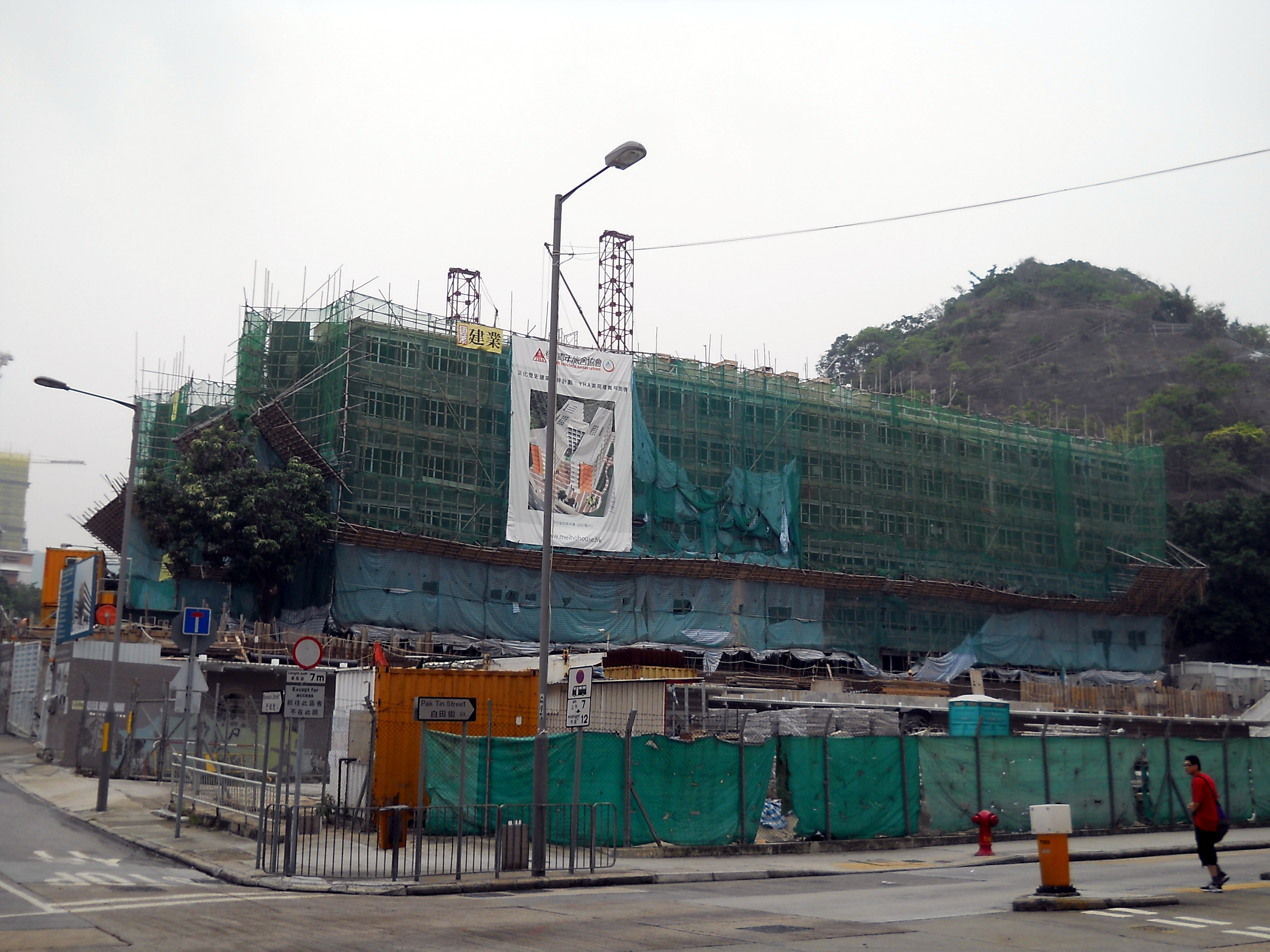
Des travaux de rénovation en 2012